# Campeonato Mundial de Remo de 2001
El XXXI Campeonato Mundial de Remo se celebró en Lucerna (Suiza) entre el 19 y el 26 de agosto de 2001 bajo la organización de la Federación Internacional de Sociedades de Remo (FISA) y la Federación Suiza de Remo.
Las competiciones se realizaron en el canal de remo del lago Rotsee, ubicado al norte de la ciudad helvética.

## Medallistas

### Masculino
| Evento                         | Oro | Plata | Bronce |
| ------------------------------ | --- | --- | --- |
| Scull individual M1X           | Olaf Tufte · Noruega · 6:43,04 | Iztok Čop Eslovenia 6:43,36 | Václav Chalupa · República Checa · 6:43,62 |
| Doble scull M2X                | Ákos Haller · Tibor Pető · Hungría · 6:14,16 | Sébastien Vieilledent Adrien Hardy Francia 6:14,29 | Rossano Galtarossa · Alessio Sartori · Italia · 6:14,43 |
| Cuatro scull M4X               | Christian Schreiber · André Willms · Marco Geisler · Andreas Hajek · Alemania · 5:40,89                                                                                        | Geert Cirkel · Dirk Lippits · Diederik Simon · Michiel Bartman · Países Bajos · 5:42,64                                                                                              | Nicola Sartori · Mattia Righetti · Franco Berra · Simone Raineri · Italia · 5:42,87                                                                                                 |
| Dos sin timonel M2-            | James Cracknell Matthew Pinsent Reino Unido 6:27,57 | Đorđe Višacki Nikola Stojić Yugoslavia 6:27,59 | Ramon di Clemente Donovan Cech Sudáfrica 6:29,31 |
| Dos con timonel M2+            | James Cracknell Matthew Pinsent Neil Chugani (t) Reino Unido 6:49,33 | Mattia Trombetta · Lorenzo Carboncini · Andrea Monizza (t) · Italia · 6:49,75 | Cornel Nemțoc · Ioan Florariu · Marin Gheorghe (t) · Rumania · 6:54,45 |
| Cuatro sin timonel M4-         | Toby Garbett Stephen Williams Edward Coode Richard Dunn Reino Unido 5:48,98 | Sebastian Thormann · Paul Dienstbach · Philipp Stüer · Bernd Heidicker · Alemania · 5:50,56                                                                                          | Janez Klemenčič Milan Janša Rok Kolander Matej Prelog Eslovenia 5:52,23 |
| Cuatro con timonel M4+         | Gilles Bosquet Vincent Gazan Vincent Millot Sidney Chouraqui Christophe Lattaignant (t) Francia 6:08,25                                                                        | Luca Agamennoni · Edoardo Verzotti · Massimo Cascone · Luca Ghezzi · Gianluca Barattolo (t) · Italia · 6:09,71                                                                       | Chris Martin Henry Adams Alexander Partridge Dan Ouseley Peter Rudge (t) Reino Unido 6:11,62                                                                                        |
| Ocho con timonel M8+           | Daniel Măstăcan · Florin Corbeanu · Cornel Nemțoc · Ioan Florariu · Ovidiu Cornea · Andrei Bănică · Gheorghe Pîrvan · Vasile Măstăcan · Marin Gheorghe (t) · Rumania · 5:27,48 | Oliver Martinov · Damir Vučičić · Tomislav Smoljanović · Nikša Skelin · Siniša Skelin · Krešimir Čuljak · Igor Boraska · Branimir Vujević · Silvijo Petriško (t) · Croacia · 5:28,47 | Sebastian Schulte · Thorsten Engelmann · Johannes Doberschütz · Stephan Koltzk · Jörg Dießner · Enrico Schnabel · Ulf Siemes · Michael Ruhe · Peter Thiede (t) · Alemania · 5:29,41 |
| Scull individual ligero LM1X   | Sam Lynch Irlanda 6:49,38 | Stefano Basalini · Italia · 6:51,71 | Michal Vabroušek · República Checa · 6:53,02 |
| Doble scull ligero LM2X        | Elia Luini · Leonardo Pettinari · Italia · 6:16,75 | Tomasz Kucharski · Robert Sycz · Polonia · 6:19,45 | Fabrice Moreau Thibaud Chapelle Francia 6:20,30 |
| Cuatro scull ligero LM4X       | Daniele Gilardoni · Luca Moncada · Mauro Baccelli · Filippo Mannucci · Italia · 5:50,76                                                                                        | Nikólaos Skiathitis · Ioannis Kurkurikis · Vasileios Polymeros · Panayotis Miliotis · Grecia · 5:52,87                                                                               | Akio Yano Hitoshi Hase Atsushi Obata Kazuaki Mimoto Japón 5:54,19 |
| Dos sin timonel ligero LM2-    | Gearoid Towey Anthony O'Connor Irlanda 6:34,72 | Simon Kolkman · Robert van der Vooren · Países Bajos · 6:36,40 | Massimo Guglielmi · Giuseppe Del Gaudio · Italia · 6:36,99 |
| Cuatro sin timonel ligero LM4- | Sebastian Sageder · Bernd Wakolbinger · Wolfgang Sigl · Martin Kobau · Austria · 5:53,55                                                                                       | Thomas Ebert Thor Kristensen Søren Madsen Eskild Ebbesen Dinamarca 5:54,36 | Laurent Porchier Jean-Christophe Bette Yves Hocdé Xavier Dorfman Francia 5:55,55 |
| Ocho con timonel ligero LM8+   | Jean-Baptiste Dupy Erwan Péron Laurent Porchier Franck Bussière Pascal Touron Jean-Christophe Bette Yves Hocdé Xavier Dorfman Christophe Lattaignant (t) Francia 5:37,21       | Morten Riis Stephan Mølvig Thomas Croft Kenneth Bülow Rasmus Hjortshøj Svend Pedersen Jesper Krogh Morten Hansen Skov Sebastian Claus (t) Dinamarca 5:37,99                          | Erik Miller Eric Feins Gavin Blackmore Thomas Paradiso John Cashman Ben Cotting-Gagne John Wall Eric Kratochvil William McManus (t) Estados Unidos 5:38,80                          |

### Femenino
| Evento                       | Oro | Plata | Bronce |
| ---------------------------- | --- | --- | --- |
| Scull individual W1X         | Katrin Rutschow-Stomporowski · Alemania · 7:19,25                                                                                                  | Yuliya Levina · Rusia · 7:23,28 | Yekaterina Karsten · Bielorrusia · 7:25,18 |
| Doble scull W2X              | Kathrin Boron · Kerstin Kowalski · Alemania · 6:50,20                                                                                              | Georgina Evers-Swindell Caroline Evers-Swindell Nueva Zelanda 6:51,73 | Yekaterina Karsten · Volha Berazniova · Bielorrusia · 6:52,72 |
| Cuatro scull W4X             | Peggy Waleska · Marita Scholz · Manuela Lutze · Manja Kowalski · Alemania · 6:12,95                                                                | Sonia Waddell Paula Twining Georgina Evers-Swindell Caroline Evers-Swindell Nueva Zelanda 6:15,35                                                                                      | Sarah Jones Carol Skricki Hilary Gehman Laura Rauchfuss Estados Unidos 6:18,30                                                                                        |
| Dos sin timonel W2-          | Georgeta Damian · Viorica Susanu · Rumania · 7:01,27                                                                                               | Olga Tratsevskaya · Yuliya Bichyk · Bielorrusia · 7:03,51 | Jacqui Cook · Karen Clark · Canadá · 7:05,52 |
| Cuatro sin timonel W4-       | Jane Robinson Julia Wilson Joanna Lutz Victoria Roberts Australia 6:27,23                                                                          | Jackie Abraham-Lawrie Kate Robinson Rochelle Saunders Nicola Coles Nueva Zelanda 6:28,58                                                                                               | Christine Vink · Carin ter Beek · Anneke Venema · Femke Dekker · Países Bajos · 6:30,81                                                                               |
| Ocho con timonel W8+         | Jodi Winter Joanna Lutz Julia Wilson Jane Robinson Emily Martin Rebecca Sattin Victoria Roberts Kristina Larsen Carly Bilson (t) Australia 6:03,66 | Elena Pîrvan · Aurica Bărăscu · Natalita Berteanu-Pelin · Elena Gavrilescu · Mihaela Năstasa · Doina Spîrcu · Georgeta Damian · Viorica Susanu · Rodica Anghel (t) · Rumania · 6:04,96 | Silke Günther · Anja Pyritz · Dana Pyritz · Britta Holthaus · Susanne Schmidt · Sandra Goldbach · Maja Tucholke · Lenka Wech · Annina Ruppel (t) · Alemania · 6:05,22 |
| Scull individual ligero LW1X | Sinéad Jennings Irlanda 7:33,20 | Mirjam ter Beek · Países Bajos · 7:34,43 | Pia Vogel · Suiza · 7:36,26 |
| Doble scull ligero LW2X      | Janet Radünzel · Claudia Blasberg · Alemania · 6:55,55                                                                                             | Katarzyna Demianiuk · Ilona Mokronowska · Polonia · 6:58,02 | Monica Eremia-Stan · Irina Acsinte · Rumania · 6:58,97 |
| Cuatro scull ligero LW4X     | Catriona Roach Sally Causby Amber Halliday Josephine Lips Australia 6:29,68                                                                        | Marny Jaastad Abigail Cromwell Jennifer Edwards Stacey Borgman Estados Unidos 6:32,64                                                                                                  | Mariel Pikkemaat · Maud Klinkers · Aukje Zuidema · Hedi Poot · Países Bajos · 6:33,70                                                                                 |
| Dos sin timonel ligero LW2-  | Sarah Birch Jo Nitsch Reino Unido 7:23,00 | Suzanne Walther Michelle Borkhuis Estados Unidos 7:25,37 | Patricia Conte Elina Urbano Argentina 7:26,02 |

## Medallero
| Núm. | País            | Oro | Plata | Bronce | Total |
| ---- | --------------- | --- | ----- | ------ | ----- |
| 1    | Alemania        | 5   | 1     | 2      | 8     |
| 2    | Reino Unido     | 4   | 0     | 1      | 5     |
| 3    | Australia       | 3   | 0     | 0      | 3     |
| 3    | Irlanda         | 3   | 0     | 0      | 3     |
| 5    | Italia          | 2   | 3     | 3      | 8     |
| 6    | Francia         | 2   | 1     | 2      | 5     |
| 6    | Rumania         | 2   | 1     | 2      | 5     |
| 8    | Austria         | 1   | 0     | 0      | 1     |
| 8    | Hungría         | 1   | 0     | 0      | 1     |
| 8    | Noruega         | 1   | 0     | 0      | 1     |
| 11   | Países Bajos    | 0   | 3     | 2      | 5     |
| 12   | Nueva Zelanda   | 0   | 3     | 0      | 3     |
| 13   | Estados Unidos  | 0   | 2     | 2      | 4     |
| 14   | Dinamarca       | 0   | 2     | 0      | 2     |
| 14   | Polonia         | 0   | 2     | 0      | 2     |
| 16   | Bielorrusia     | 0   | 1     | 2      | 3     |
| 17   | Eslovenia       | 0   | 1     | 1      | 2     |
| 18   | Croacia         | 0   | 1     | 0      | 1     |
| 18   | Grecia          | 0   | 1     | 0      | 1     |
| 18   | Rusia           | 0   | 1     | 0      | 1     |
| 18   | Yugoslavia      | 0   | 1     | 0      | 1     |
| 22   | República Checa | 0   | 0     | 2      | 2     |
| 23   | Argentina       | 0   | 0     | 1      | 1     |
| 23   | Canadá          | 0   | 0     | 1      | 1     |
| 23   | Japón           | 0   | 0     | 1      | 1     |
| 23   | Sudáfrica       | 0   | 0     | 1      | 1     |
| 23   | Suiza           | 0   | 0     | 1      | 1     |
|      | TOTAL           | 24  | 24    | 24     | 72    |